# Phytomyza permutata
Phytomyza permutata är en tvåvingeart som beskrevs av Erich Martin Hering 1962. Phytomyza permutata ingår i släktet Phytomyza och familjen minerarflugor.
Artens utbredningsområde är Tyskland. Inga underarter finns listade i Catalogue of Life.